# Avenida de la Ilustración (stanice metra v Madridu)
Avenida de la Ilustración (plným názvem španělsky Estación de Avenida de la Ilustración; doslova „třída Osvícenství“) je stanice metra v Madridu. Nachází se v ulici Islas Cíes ve čtvrti Peñagrande v obvodu Fuencarral – El Pardo v severní části města. Stanice, kterou prochází linka 7, leží v tarifním pásmu A; nástupiště jsou bezbariérově přístupná. Jediný výstup ze stanice je veden do vnitrobloku mezi ulicemi Islas Cíes a Fermín Caballero.

## Historie
Stavební práce na stanici začaly v listopadu 1996, stanice byla budována mezi dvěma zemními stěnami. Výstavba byla komplikována i tím, že se výkopy pro zemní stěny nacházely pouhé 4 m od fasád okolních 12podlažních budov a tunel jižně od stanice podcházel základy jedné z budov o 5 metrů, toto místo muselo být injektováno.
Pro cestující se stanice metra otevřela 29. března 1999 jako součást prodloužení linky 7 ze stanice Valdezarza do stanice Pitis; i s celým úsekem ji postavila španělská společnost FCC. Stanice byla slavnostně otevřena za přítomnosti předsedy Madridského společenství Alberta Ruize-Gallardóna.

## Popis
Stanice je umístěna pod vnitroblokem s parkovacími místy a malým parčíkem mezi ulicemi Islas Cíes a Fermín Caballero. Stanice je technologicky poměrně složitá, je to dáno velkou hloubkou jejího založení, která dosahuje 30 m. Takto hluboké založení je dáno nutností podejít tunel městského dálničního okruhu M30 (Avenida de la Ilustración), tunel od stanice Peñagrande klesá 40 ‰, podchází o necelých 6 metrů tunel dálnice a již vodorovně pokračuje do stanice. Opačným směrem do stanice Lacoma trať stoupá 13,8 ‰, oběma směry vede prakticky v přímé. Délka stanice je shodná jako délka nástupišť a činí 115 m, jedna polovina stanice je široká 28 m a druhá 18,4 m. V prvních třech podzemních podlažích se nachází parkoviště s celkem 130 parkovacími místy, tato podlaží jsou 3,40 m vysoká. Následuje technické mezipatro o výšce 5,2 m a samotný prostor nástupišť je vysoký 7 m.
Všechny stropy jsou řešeny jako železobetonové, v širším místě stanice jsou trámové s deskou tloušťky 600 mm a trámy, které leží v osách pilířů, výšky 900 mm. V užším místě (o rozpětí 18,4 m) jsou stropní desky vylehčené a mají tloušťku 800 mm, jsou navíc vetknuty do zemních stěn. Všechny desky jsou neseny obdélníkovými pilíři. Celý prostor je těsně pod terénem uzavřen železobetonovou klenbou, ta je vetknutá do stěn, které přenášejí tlakové působení klenby.
Ačkoliv samotná stanice je hloubená, okolní tunely jsou raženy technologií TBM, kvůli těsnému podchodu pod dálnicí M30 a kvůli obavám z nadměrného sedání byly okolní zeminy injektovány do hloubky 14 m cementovou směsí a dalšími chemikáliemi. Jediný výstup je prosklený a vedle něj se nachází objekt větrání. Stěny jsou obloženy Vitrexem bledě modré barvy.
Nedaleko od stanice zastavují autobusy linek 67 a 127.

## Fotogalerie

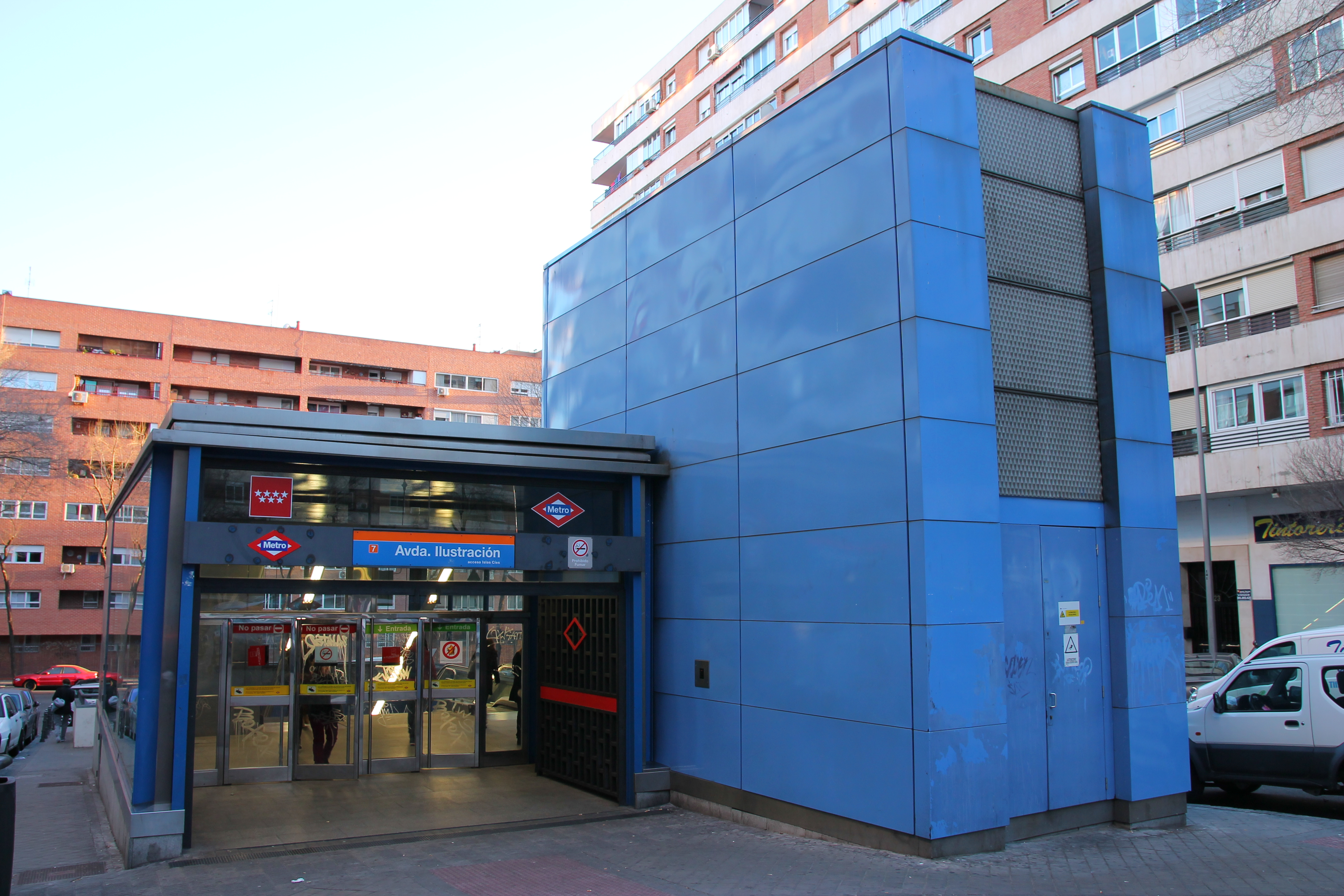
Vstup do stanice
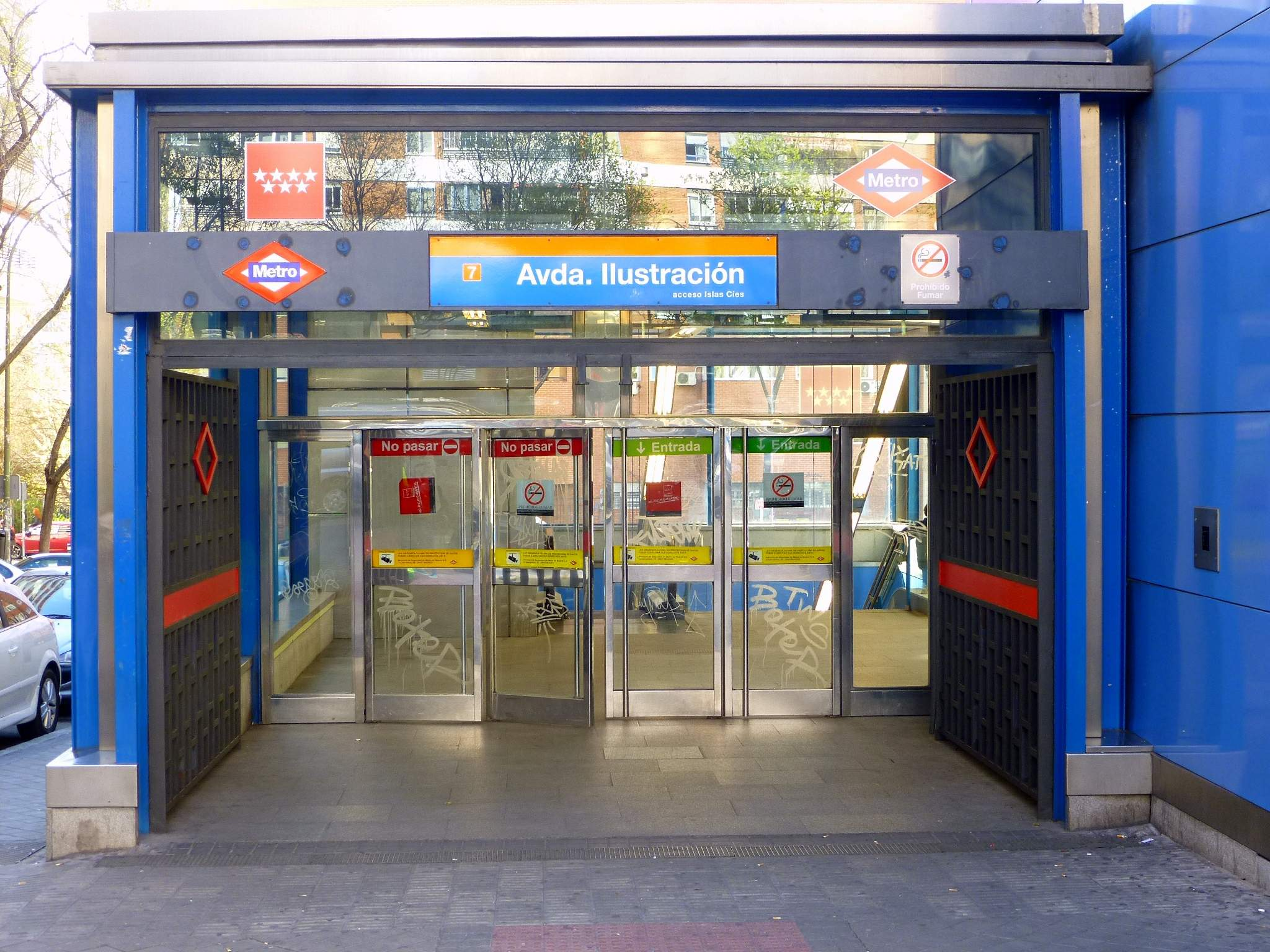
Vstup do stanice
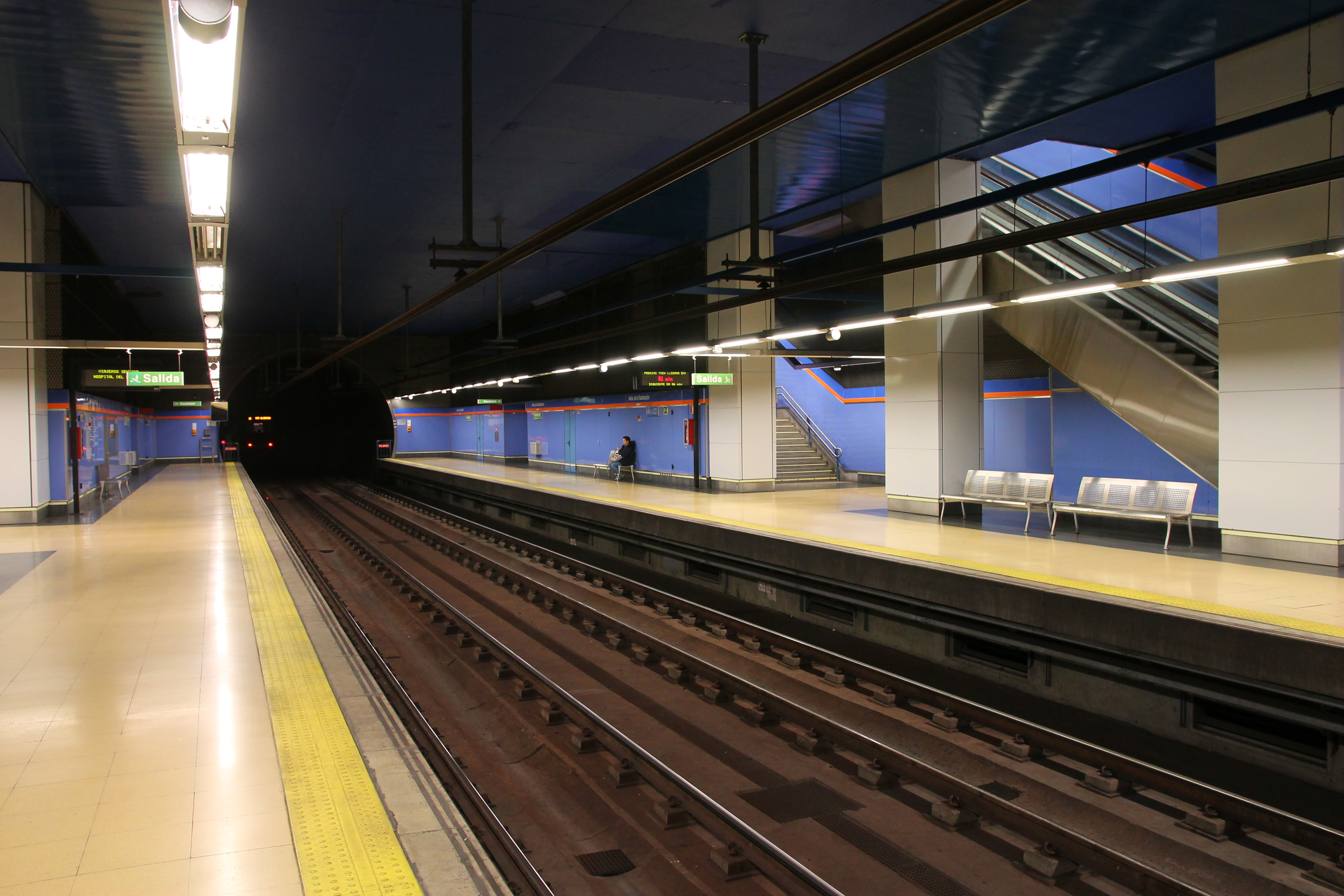
Nástupiště stanice
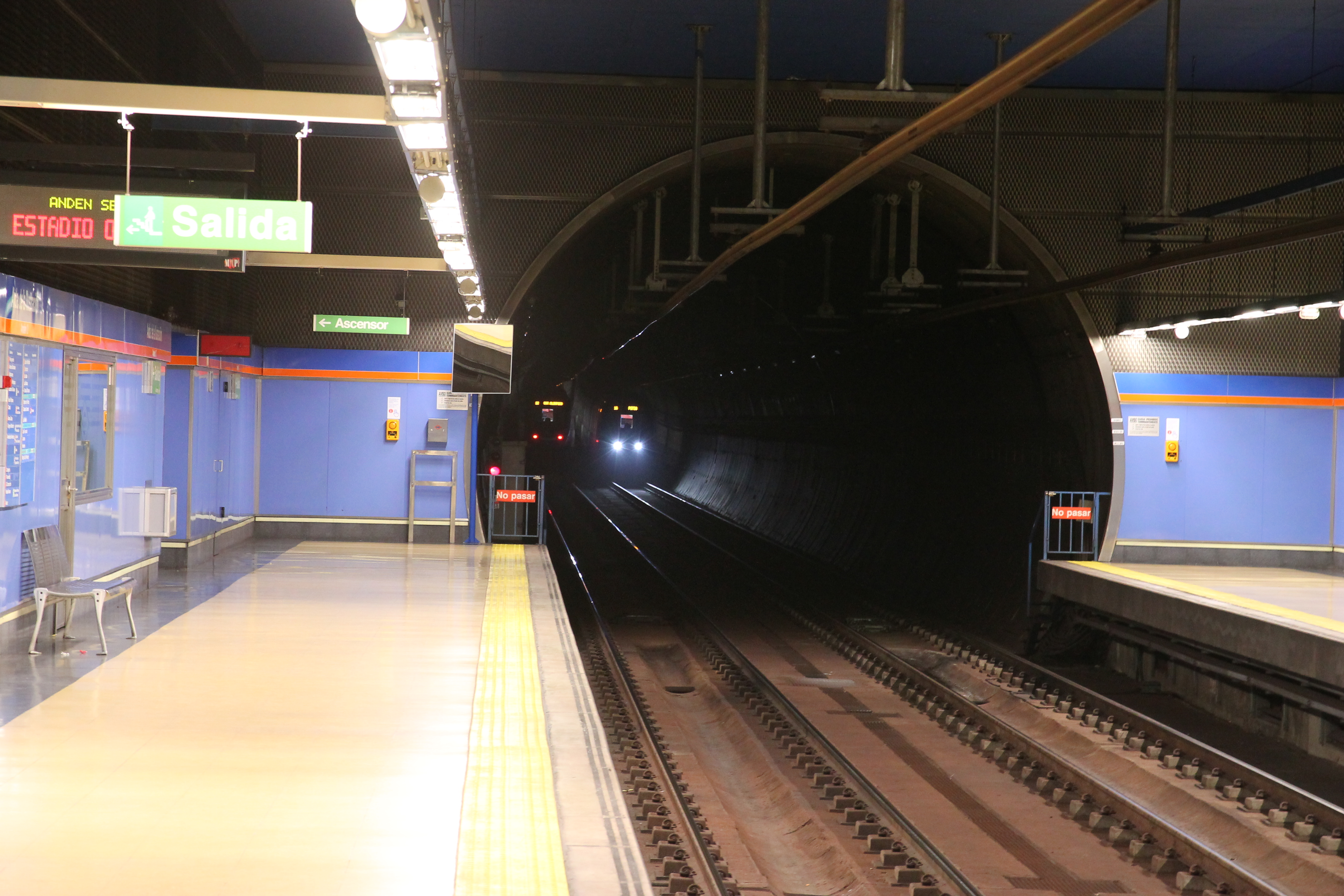
Vlak přijíždějící do stanice
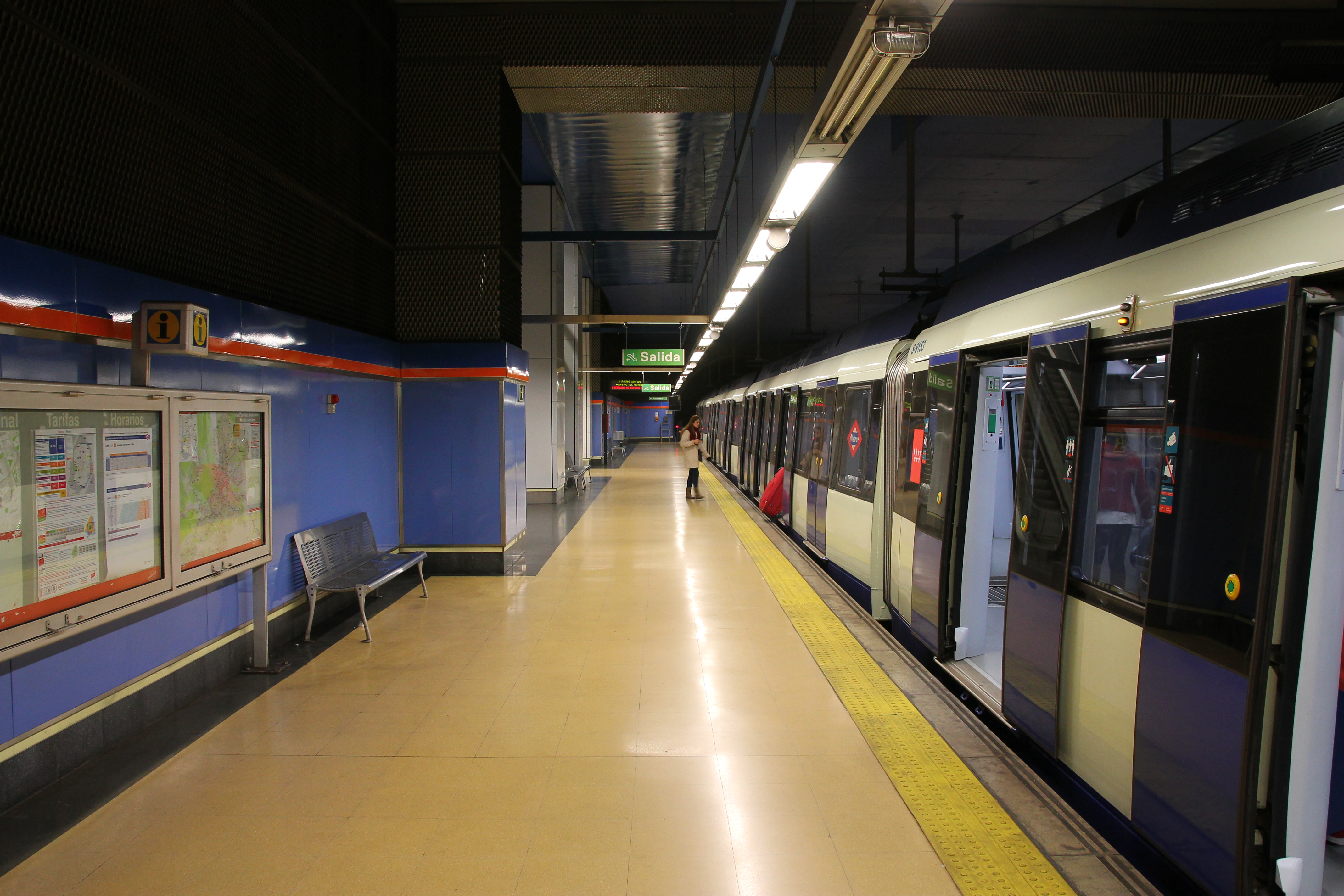
Nástupiště stanice
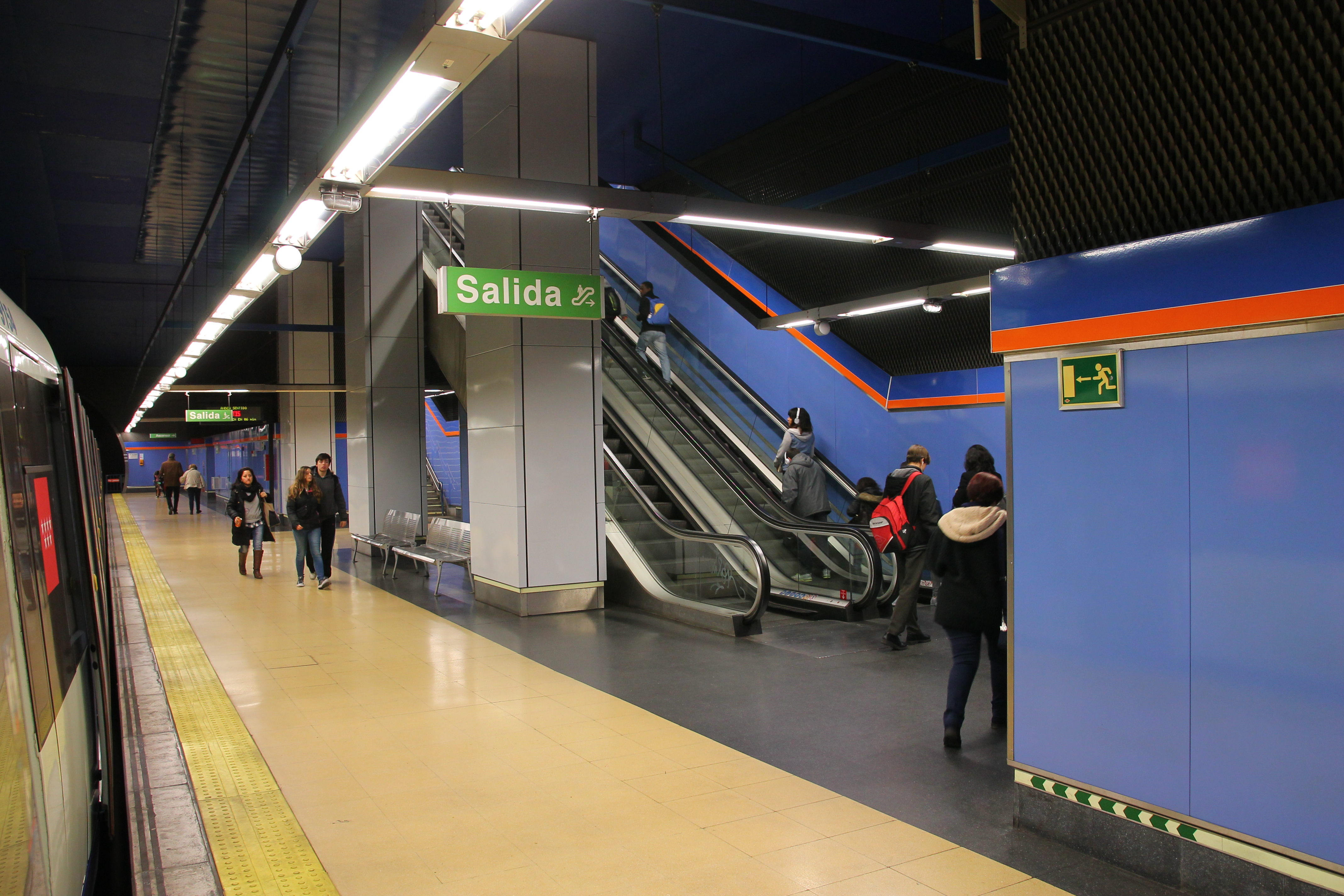
Nástupiště stanice
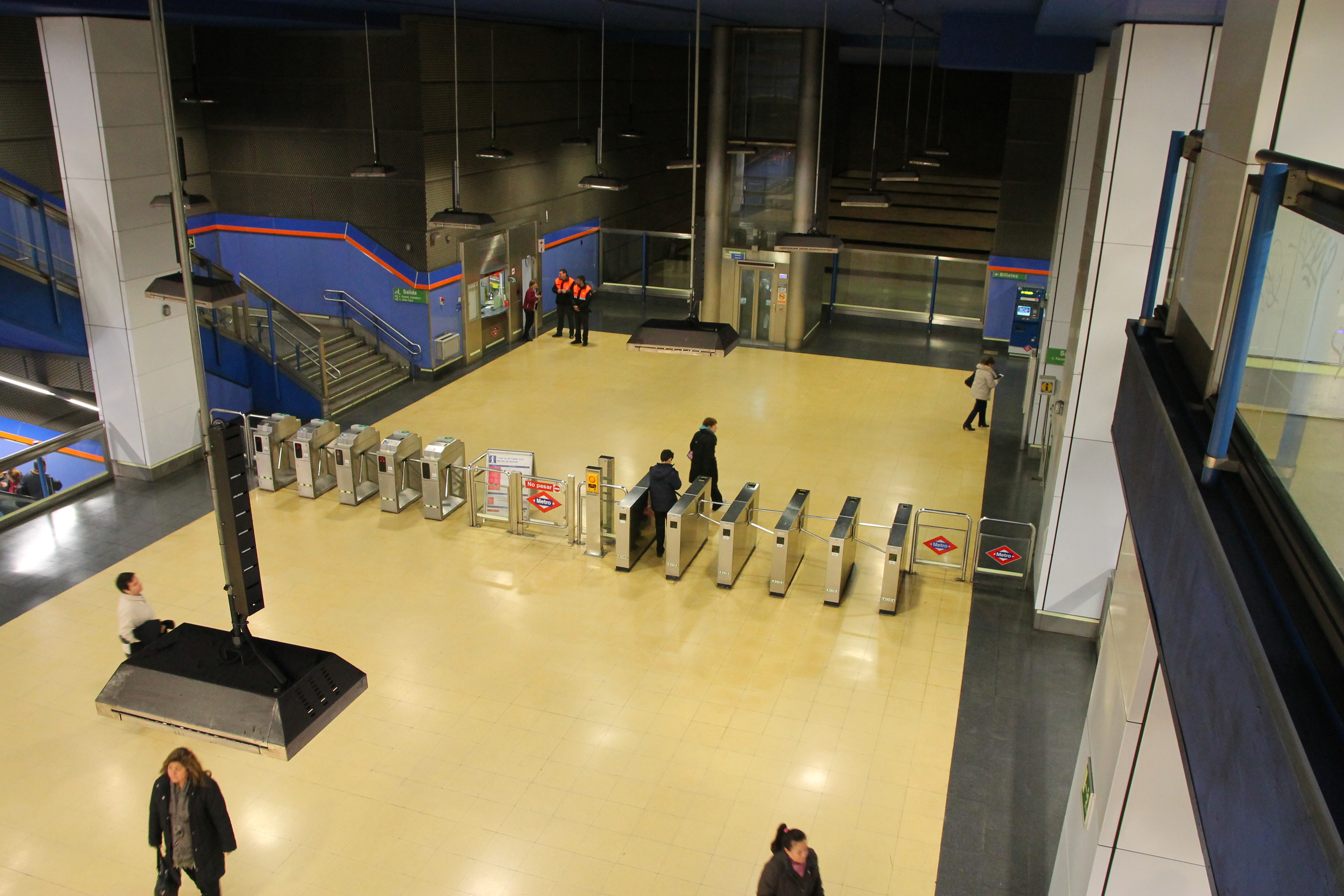
Vestibul
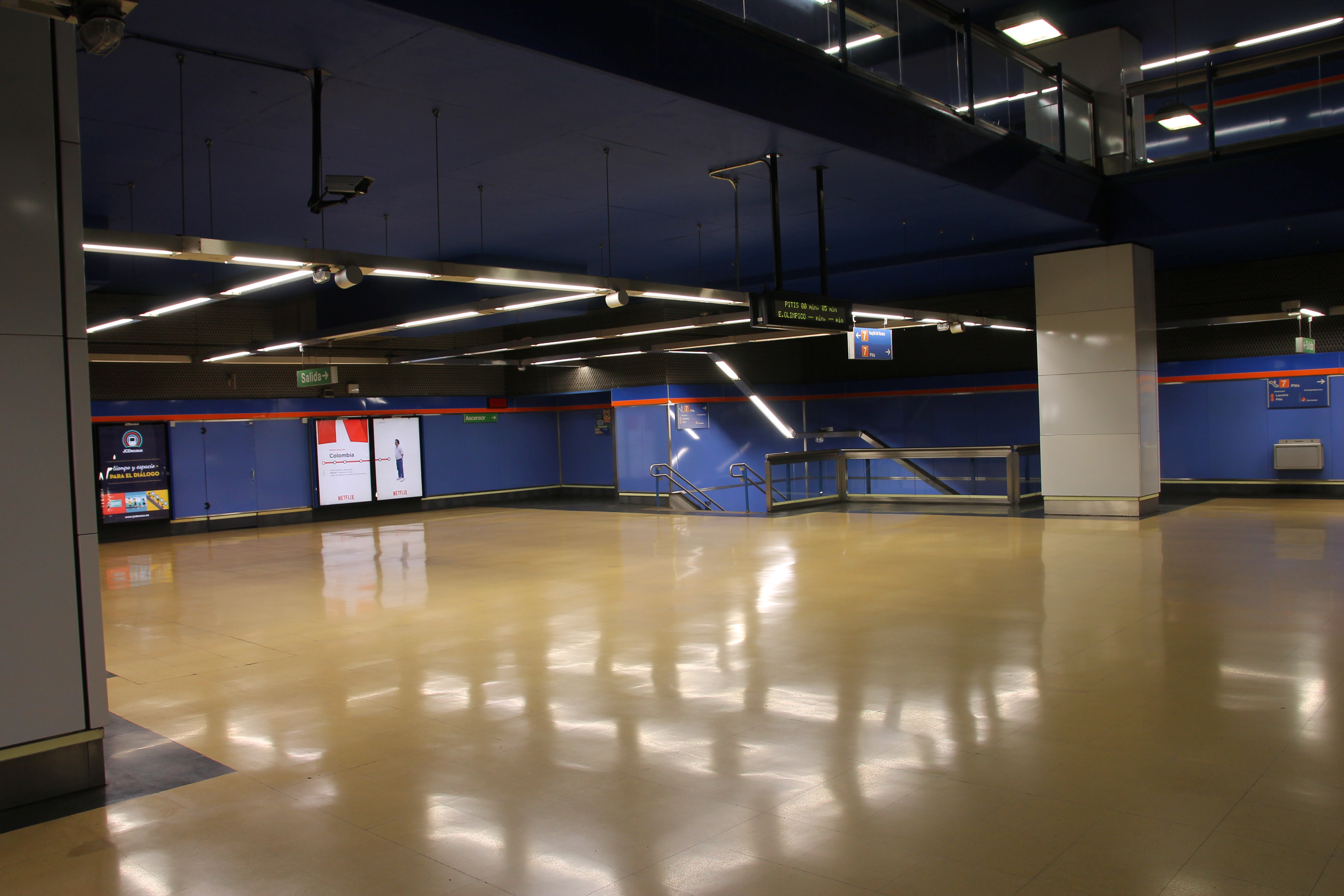
Vestibul
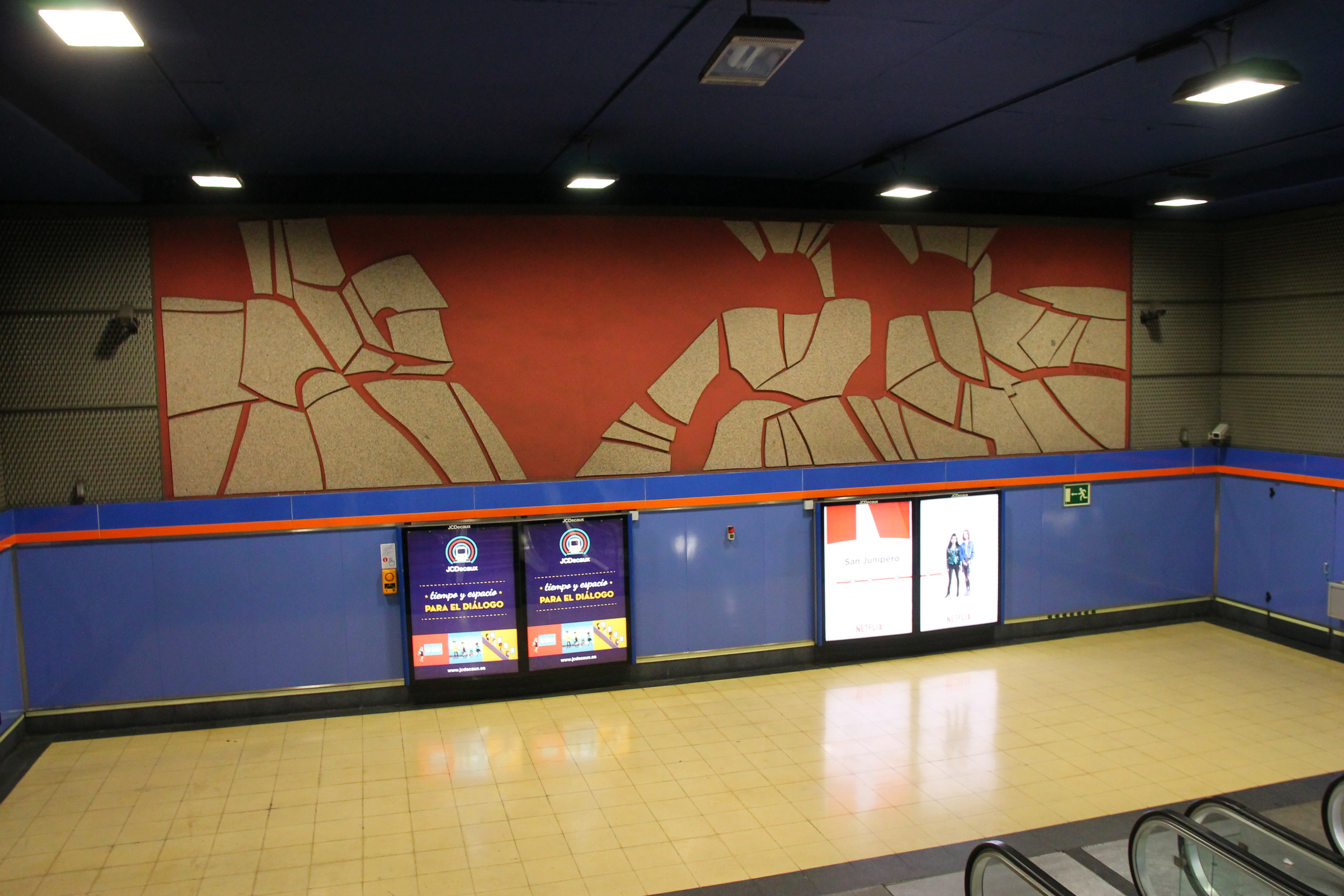
Výzdoba vestibulu
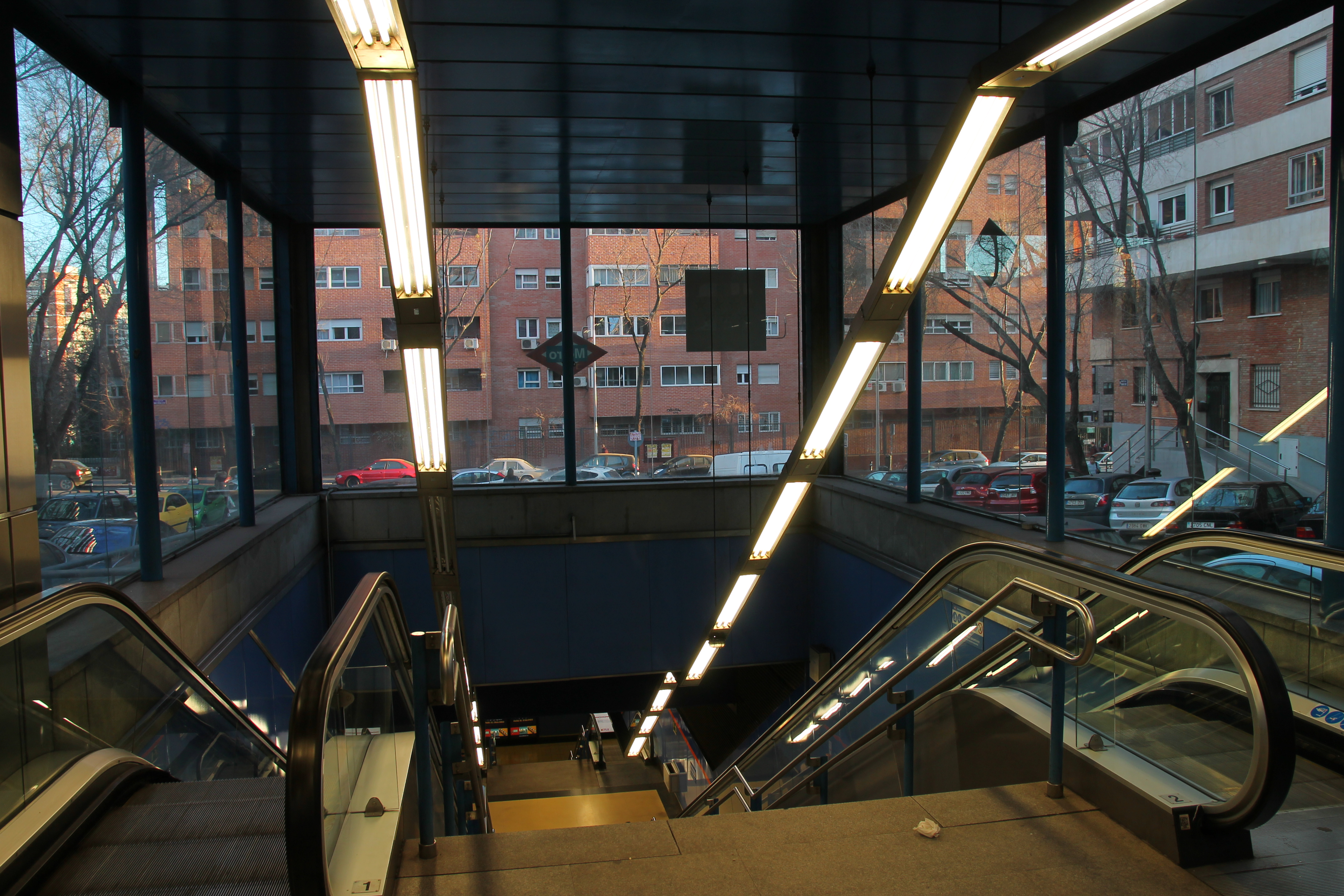
Eskalátory na povrch
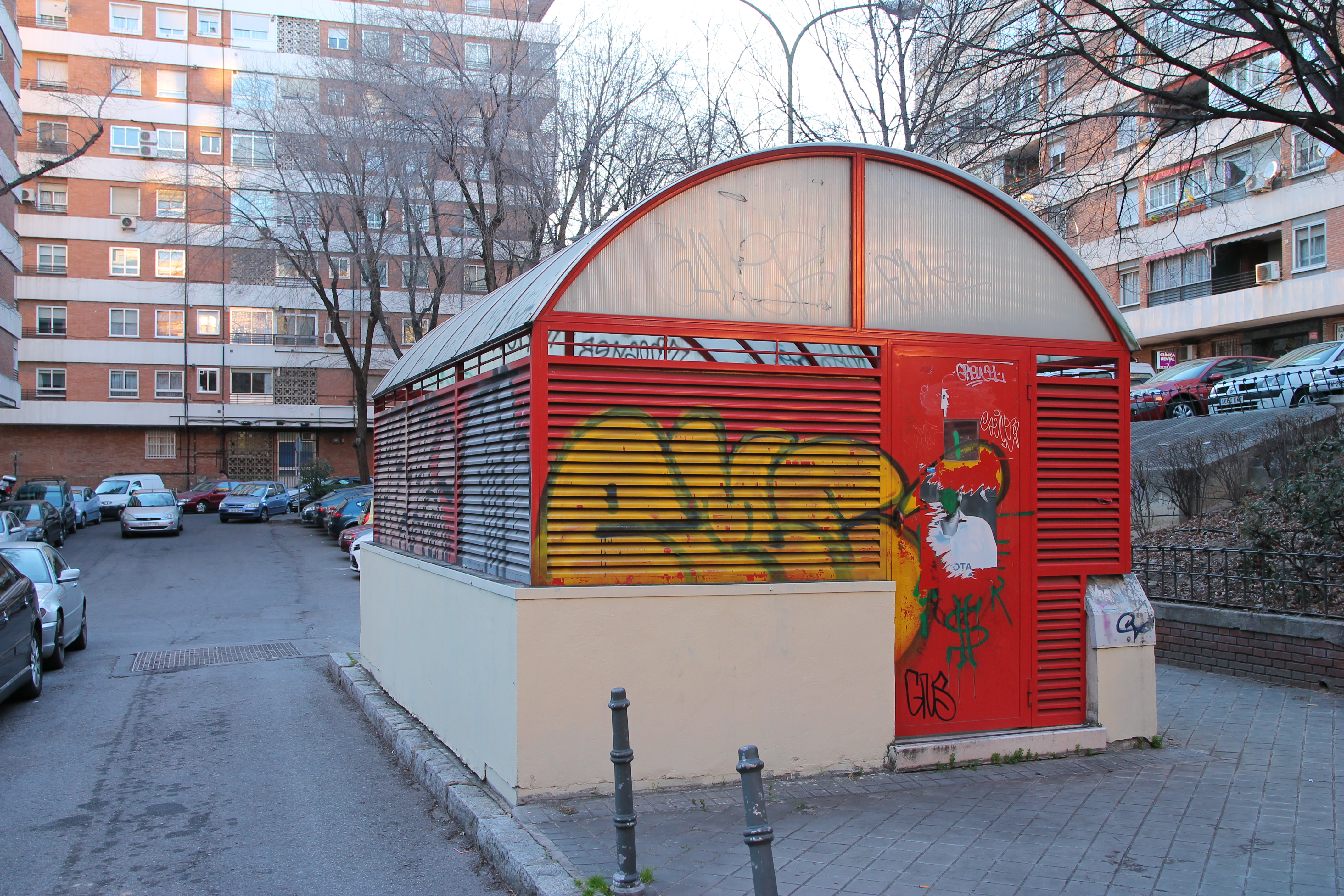
Výdech větrání stanice